# Biófono Tonbilder
El biófono Tonbilder fue el nombre con el que Oskar Messter bautizó y patentó su mecanismo de sincronización electromecánica, que consistía en un sistema eléctrico que hacía funcionar a la misma velocidad los motores de un proyector de cine y de un gramófono. En estas películas el sonido se reproducía de forma paralela con la imagen, solían durar de tres a cuatro minutos y son consideradas preformas de las películas sonoras. Fueron muy bien acogidas por la audiencia durante la producción cinematográfica alemana de 1903 a 1910.

## Tecnicismos
El principio de las "imágenes sonoras" estaba basado en jugar con una tira de película y un disco con la grabación de sonido asociado y reproducirlo de forma paralela, donde se conseguía crear la ilusión de "vivir, hablar y cantar imágenes". Los aparatos de proyección de imagen y el gramófono se mantenían sincronizados gracias a diferentes métodos electro-magnéticos, donde se conectaba un proyector de películas y un gramófono a través de un crackshaft y un motor eléctrico. Entonces, una marca en el registro indicaba el punto en que debían comenzar a reproducir el gramófono y el proyector simultáneamente.
El único inconveniente era que debían captar la imagen y el sonido de manera separada, i al mismo tiempo reproducirlos en aparatos diferentes. Dado que la tecnología de grabación de audio no era muy avanzada aún para la época, se tenía que registrar a un artista cantando en tiempo real en una tolva de recepción o hablando directamente por un micrófono. Por lo tanto, por primera vez se discutió en el estudio de grabación que los actores grabaran sus escenas en silencio e hicieran como si hablaran moviendo la boca en sintonía con la escena, para poder reproducir posteriormente el sonido al gramófono. Sin embargo, la capacidad de los antiguos registros de los gramófonos también era limitado, ya que la longitud máxima posible de un film debía de ser de tres o cuatro minutos de duración. Por otra parte, permitió la reproducción de canciones individuales o números de variedad, pero no largas escenas de acción.

## Reconocimiento
El pionero de la película alemana Oskar Messter, estrenó por primera vez su aparato biófono en el teatro Apollo de Berlín como parte de un programa de variedades el 29 de agosto de 1903, donde su proyección sonorizada obtuvo un gran éxito entre el público y entre la prensa.
En 1904, Messter mostró su biófono con películas habladas en inglés en la Feria Mundial de Saint Louis, Misuri, EE. UU., donde obtuvo igualmente un gran reconocimiento. Realizó grabaciones sonoras especialmente en inglés incluyendo el antiguo Music Hall o The Whistling Bowery Boy de T. W. Thurban.
A partir de 1905, los teatros especiales de Tonbilder hicieron famosa la ópera alemana disponible para públicos de clase media que no podían permitirse disfrutar de sus presentaciones en vivo.
Hasta el 1907, el sector Tonbilder de la industria cinematográfica alemana era dominada por Oskar Messter. Para las grabaciones de sus películas sonoras, Messter se dedicó casi exclusivamente a cantantes populares de las óperas, como el tenor Siegmund Liébana, quien cantaba el prólogo de la ópera Bajazzo, o cantantes como Henry Bender, Alexander Girardi, Otto Reutter, Gustav Schönwald y las hermanas Rosa o Henny Llevan. También, aseguró la participación temprana de artistas de la escena del cabaret y de salones de música de Berlín con humoristas de los teatros, incluso en pudo dedicar a estrellas internacionales de danza como Cléo de Merode, Otero y Saharet. El éxito fue tal que pronto en 1913 un total de 500 teatros habían instalado el aparato de Messter en Alemania, pero también a los teatros principales del extranjero.

## Desarrollo posterior
Messter había estimado otras consideraciones para solucionar el problema de la duración limitada de las grabaciones sonoras. Entonces, para poder conseguir una coincidencia entre la imagen y el sonido, Messter utilizó motores síncrono-eléctricos en el proyector y el gramófono, y construyó un reproductor de doble disco, en el que alternativamente se ponía en marcha una plataforma giratoria, una caja de sonido y un embudo, con lo que se podrían registrar secuencias más largas jugando con los discos. Así pues, se dice que el segundo acto de la opereta de Johann Strauss, Die Fledermaus, se realizó con una duración de 20 minutos.
Messter también consideró un sistema de embudo que permitía registrar el sonido grabando la escena con una cámara a través de una pared de vidrio, que reflejaba el sonido de las voces de la grabación. Una solución costosa era hacer funcionar el biófono con aire comprimido. Messter preparó entre el 1906 y el 1918 el Auxetófono, en el que la aguja de gramófono conducía una válvula que modulaba el flujo de aire de un compresor. Esta modificación hacía producir una mayor presión sonora, pero también el ruido era mayor.

## Relación con Léon Gaumont
El mecanismo del biófono Tonbilder era muy similar al que ideó Léon Gaumont en 1901, cuando inspirado por quinetoscopio de Thomas Alva Edison y con la ayuda del ingeniero Léopold Decaux, construyó su prototipo de Chronófono. El 7 de noviembre de 1902 Gaumont presentó ante la Societé Française de Photographie tres películas por medio de su Chronófono, que bautizó con el nombre de Phonoscènes. En la primera de ellas se mostraba a sí mismo hablando de un sistema fotográfico y las otras dos representaban danzas acompañadas por música. Sin embargo, según el testimonio del propio Gaumont, casi nadie pudo distinguir las palabras que él había pronunciado en su película, debido a la mala calidad de la reproducción de su Chronòfon. Esta dificultad técnica determinó que Gaumont realizara muy pocas Phonoscènes entre 1903 y 1905.
En cualquier caso, en Francia, las imágenes sonoras eran producidas por Léon Gaumont, en Alemania por Oskar Messter y en América por Thomas Alva Edison. Y debido a que era complicado comercializar Phonoscènes franceses en Alemania y de la misma manera, las películas de Tonbilder alemanas en Francia, Messter y Gaumont llegaron a un acuerdo, donde Messter no comercializaba en Francia si Gaumont, por su parte, tampoco lo hacía en Alemania. Más tarde, las máquinas fueron vendidas por ambos fabricantes y también se ofrecieron juntos bajo una marca combinada llamada Gaumont- Messter Chronophon-Biophon.

## Competencia
Durante unos años, Messter puso todos sus recursos al biófono Tonbilder, que representaba en el 1907 el 83% de la producción de su empresa y el 90% en el 1908. Pero, otros productores del cine alemán comenzaron su propia producción de "Tonbilders" y agruparon máquinas para grabar y reproducir estas películas, comparables a las de Messter y Gaumont. Alfred Dusko produjo un Cinephon, Karl Geeyr construyó Ton-Biograph para la compañía Deutcshe Mutoskop und Biograph GmbH, Guido Seeber desarrolló el Seeberophon.
Pronto, una docena de máquinas competían en Alemania, aportando resultados comparables con soluciones técnicas muy similares. La fuerte competencia provocó drásticas caídas de precios para el Tonbilder. Muchos vendedores produjeron películas más económicas que Messter, aprovechando el sistema de reproducción esencial de la grabación del biófono Tonbilder; utilizaron discos de cantantes conocidos, pero dejaron el canto sincronizado para actores menos conocidos. Messter, que obtuvo más de 35 patentes para el biófono Tonbilder entre 1903 y 1908, luchó con una fuerte campaña publicitaria contra las imitaciones y demandó a Alfred Dusk, la empresa Deutcshe Mutoskop und Biograph GmbH y otros competidores. De este modo, se dictaminó que los propietarios que utilizaran máquinas diferentes a las de Messter serían amenazados con acciones judiciales. Sin embargo, esta estrategia se abandonó rápidamente, ya que era contraproducente demandar a los propietarios de las salas de teatro, los cuales eran consumidores potenciales de sus biófonos Tonbilder. Siendo así, la bonanza de Tonbilder había terminado. En el 1908, Messter produjo 40 películas con el biófono Tonbilder y 8 películas mudas. En el 1909, sólo 3 más con el Tonbilder y 10 películas mudas. La duración limitada por parte del gramófono, el problema de sincronización y el estallido de la Primera Guerra Mundial, comportó que el interés del público disminuyera y las "películas sonoras" volvieran a desaparecer gradualmente.

## Archivos restantes
En los archivos alemanes se dan muy pocas imágenes sonoras. Según Oskar Messter, se produjeron cerca de 1.500 imágenes sonoras en Alemania, de las que sólo hay algunos ejemplos disponibles hoy en día. El historiador de cine Martin Loiperdinger asume una tasa de pérdidas del 99 por ciento. Las razones de esta pérdida se afirma en la combinación de grabar imágenes en el rollo de película y grabar la grabación del sonido por separado. Algunos ejemplos que se han conservado y restaurado incluyen los siguientes:
- "Dickson Experimental Sound Film" (1895)
- "Canción de ruido" de "sangre del artista" (Fecha desconocida)